# أيزوتوبيا محيطة

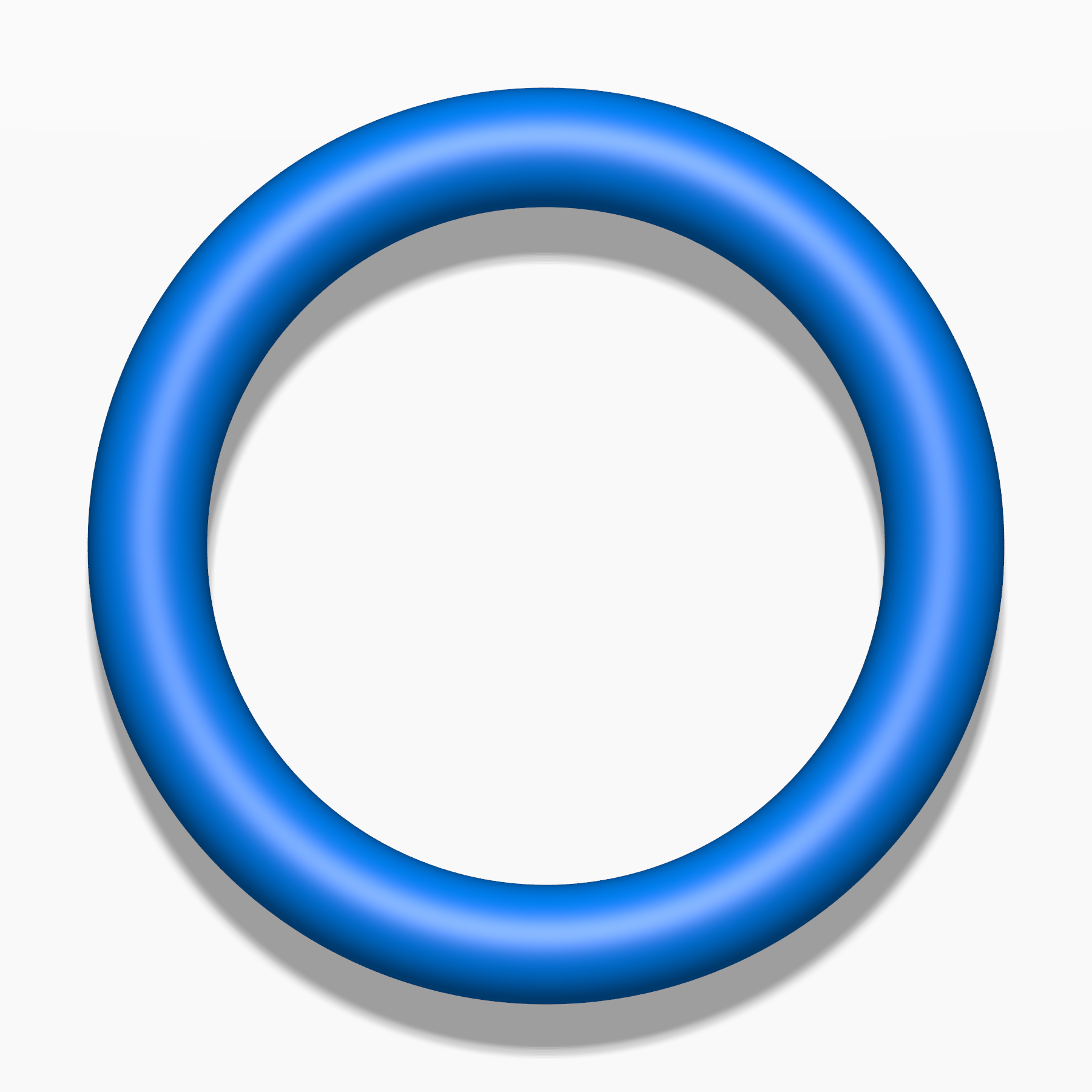

في الموضوع الرياضي الخاص بعلم الطوبولوجيا، يُشير مصطلح تآول المحيط، يُطلق عليها كذلك تآول h، إلى نوع من التشوهات المستمرة التي تطرأ على فضاء محيط، على سبيل مثال المتنوعة، وفيها تُنقَل متنوعة فرعية إلى متنوعة فرعية أخرى. فعلى سبيل المثال، في نظرية العقد، قد يعتبر المرء عقدتين هما نفس الشيء ولا يختلفان إذا أمكنه تشويه عقدة واحدة في العقدة الأخرى دون كسرها. فمثل هذا التشويه يعتبر مثالًا على تآول المحيط. وعلى نحو أدق، فلنعتبر أن N وM متنوعتان وأن g وh احتواءات لـ N داخل M. يُعرَّف التطبيق المستمر
{\displaystyle F:M\times [0,1]\rightarrow M}
على أنه تآول محيط مع أخذ g إلى h فإذا كانت F0 دالة حيادية، فإن كل تطبيق Ft سيكون تصاكل من M إلى نفسها وأن F1 ∘ g = h. وهذا يعني أنه يلزم الحفاظ على الاتجاه بواسطة تآول المحيط. فعلى سبيل المثال، لا تعتبر العقدتان اللتان تمثلان الصور المرآتية بالنسبة لبعضهما البعض نظيرة لها بوجه عام.